# 欧洲汽车工业协会
欧洲汽车工业协会（法語：Association des Constructeurs Européens d'Automobiles，简称ACEA）是欧洲联盟汽车行业的主要游说和标准制定团体。其前身是1972年10月由法国（雪铁龙、标致、雷诺）、德国（梅赛德斯、大众）、意大利（菲亚特）和英国（BLMC）制造商成立的欧洲共同市场制造商委员会（法語：Comité des Constructeurs du Marché Commun，CCMC），并于1991年2月改组成欧洲汽车工业协会。

## 成员
欧洲汽车工业协会成员包括：宝马、DAF、戴姆勒卡车、福特欧洲、法拉利、本田、现代欧洲、依维柯、捷豹路虎、梅赛德斯-奔驰集团、日产、雷诺、丰田欧洲、大众集团和沃尔沃集团。
2022年6月13日，斯特兰蒂斯宣布将在2022年年底前退出欧洲汽车工业协会，作为解决未来移动性问题和挑战的新方法的一部分，包括转向非传统的游说活动。同年7月8日，沃尔沃汽车宣布将在2022年年底前退出欧洲汽车工业协会，理由是其零排放战略与欧洲汽车游说团体的不同。

## 研发
汽车制造商及其他相关方的合作研究活动是在欧洲汽车研究与发展理事会（EUCAR）的支持下进行的。 与汽车供应商一起，汽车制造商支持欧盟所有研发活动的30%。
欧洲汽车研究与发展理事会成立于1994年，并由欧洲汽车工业协会承办。